# Black Radio III
Black Radio 3 (stilizzato come BLACK RADIO III) è un album del musicista americano Robert Glasper. È stato rilasciato il 25 febbraio 2022 tramite Loma Vista Recordings, come sequel di Black Radio 2 del 2013. La produzione è stata gestita dallo stesso Glasper con i co-produttori Terrace Martin, Bryan-Michael Cox e Jahi Sundance. Presenta le apparizioni come ospiti di Amir Sulaiman, Ant Clemons, Big K.R.I.T., BJ the Chicago Kid, Common, D Smoke, Esperanza Spalding, Gregory Porter, H.E.R., India.Arie, Jennifer Hudson, Killer Mike, Lalah Hathaway, Ledisi, Meshell Ndegeocello, Musiq Soulchild, PJ Morton, Posdnuos, Q-Tip, Tiffany Gouché, Ty Dolla $ign e Yebba.

## Tracce
1. In Tune (featuring Amir Sulaiman) – 3:18
2. Black Superhero (featuring Killer Mike, BJ the Chicago Kid and Big K.R.I.T.) – 5:55
3. Shine (featuring D Smoke and Tiffany Gouché) – 6:28
4. Why We Speak (featuring Q-Tip and Esperanza Spalding) – 6:19
5. Over (featuring Yebba) – 4:55
6. Better than I Imagined (featuring H.E.R. and Me'Shell Ndegéocello) – 4:51
7. Everybody Wants to Rule the World (featuring Lalah Hathaway and Common) – 5:41
8. "Everybody Love (featuring Musiq Soulchild and Posdnous) – 5:03
9. It Don't Matter (featuring Gregory Porter and Ledisi) – 5:27
10. Heaven's Here (featuring Ant Clemons) – 3:56
11. Out of My Hands (featuring Jennifer Hudson) – 5:35
12. Forever (featuring PJ Morton and India.Arie) – 5:45
13. Bright Lights (featuring Ty Dolla $ign) – 4:02